# キューバのスポーツ
キューバのスポーツでは、キューバにおけるスポーツ事情について記述する。

## 概史
1959年にキューバ革命が成功し、キューバの全てについて大きな影響力を所持していたアメリカ合衆国との関係が途切れるまでのキューバは、アメリカのメジャーリーグベースボールで活躍するプロ野球選手の出身国として知られていた。一方、アマチュアの祭典であった近代オリンピックでは長らく低迷が続いていた。
革命後のフィデル・カストロ政権は、プロスポーツ制度を廃止しアメリカとの外交関係断絶でメジャーリーグへの選手供給を断ち切った。一方、1965年にスポーツ技術を修得させるために多くの人材を海外留学させて最大の援助国であるソビエト連邦の制度を取り入れ、国家の全面的な支援と統制によって夏季オリンピックの各種目でメダルを獲得できるステート・アマ選手の育成・強化システムを確立した。革命前に700人だったスポーツ指導者は革命後には27000人までに急増している。
その結果、特に1970年代からキューバは世界でも屈指のスポーツ強国となった。
その一方、イデオロギーがスポーツに優先する社会主義体制のため、キューバと敵対するアメリカや、その支援を受ける反共主義国家（特に韓国）でのスポーツ大会にはボイコットをする事があった。このため、1980年代には2度の夏季オリンピックに参加しなかった。それでも、12年ぶりに復帰した1992年バルセロナオリンピックでは史上最高の成績を収めた。
その後のキューバスポーツは、変革の時期を迎えている。五輪での金メダル数は伸び悩み、1991年のソ連崩壊とアメリカからの経済制裁の長期化は、特に施設面での悪影響を与えている。また、野球などでの有力選手がアメリカへ亡命する例も後を絶たず、世代交代を更に難しくしている。それでも、キューバは現在でも中南米ではトップの実績をオリンピック等で残し続けている。

## 環境
全てのスポーツ選手はアマチュアである。トップクラスの選手は国家公務員となり、給料を多く貰えないかわりに一般国民と比較して食料の優先分配、住宅や自動車の貸与などで好待遇が与えられている。特に夏季オリンピックなどで金メダルを獲得した場合は国家英雄として称賛され、カストロからの賛辞を受ける。これは他の社会主義国でも行われているステートアマ制度そのものといえる。
しかし、資本主義諸国と比べて極端に低い報酬への不満や、抑圧的な社会主義体制への批判から亡命する選手も後を絶たない。選手が賞金付きの国際大会やレースに参加し、そこで得たギャラや賞金、賞品はすべてキューバ政府の収入として扱われ、原則的にはほとんど選手個人の手に渡らない事になっている。亡命キューバ人の中にはアメリカで高収入を得る選手もいるが、キューバへの帰国は不可能であり、家族との交流も厳しく制限されるなどの苦難を味わう。ただしほかの共産主義国家と違い、家族への直接の抑圧はない模様。
なお、キューバはプロスポーツを認めていないが、日本との間では特殊な条件でプロ野球チームへの入団を認める例があった。詳細は下記「日本との関係」を参照の事。
選手育成については、かつてのソ連の制度を参考にしている。すなわち、全国をくまなく網羅するスカウト網から有力選手を拾い出し、各種目のスポーツ専門学校に幼年期（6歳～、希望すれば22歳まで）から入学させる。入学前に2週間ほどの入学テストを課し、身体能力で向いていると思われるスポーツ科目を習得させ、厳しいトレーニングを通じて才能を伸ばし、早い段階から国際大会で活躍できるスポーツエリートを育成するという制度である。有名な学校はスポーツイニシエーションスクールや体育向上高等学校やマニュエル・ファハルド国立体育大学がある。この完成と維持がキューバがスポーツ界で成功を収める最大の原因となっている。スポーツの才能があると見込まれた30万人のうちナショナルチームのA代表に登り詰めるのは300分の1未満となっている。文武両道で無ければならないというのがポリシーであり、スポーツ専門校に入学出来なかった人物でも「国民の権利」として個々でスポーツに取り組む事を大いに奨励している。能力があると認められた場合は途中から入学する事も可能となっている。
だが、近年では特に施設面での困難に直面している。最大の援助国であったソ連が崩壊し、新たに発足したロシアがキューバへの援助を大きく減らした事で、キューバ社会全体が経済危機に立たされており、スポーツにおいても設備の老朽化などで影響を被っている。また、アメリカからの経済制裁の長期化もこの状況に拍車を掛けている。キューバの場合、アメリカへの亡命が比較的容易という地理的条件があるため、有力選手のつなぎ止めが今後の好成績維持への課題ともなっている。

## オリンピック
近代オリンピックは国威発揚の格好の舞台であり、キューバの社会主義体制の優位性を宣伝する重要な機会である。そのため、キューバ国内における全てのスポーツ活動はオリンピックでの好成績が目的であると断じても過言ではない。
キューバとオリンピックの関係は古く、初参加はアメリカ軍政下だった1900年のパリ五輪であった。この際には1個（フェンシング）、続く1904年のセントルイス五輪では4個の金メダルを獲得したが、その後は大会規模の拡大とレベル向上についていけず、革命前には1948年のロンドン五輪での銀メダル1個を加えるのみだった。
キューバ革命後、政府はソビエト連邦のように国家がトップ選手の強化に積極介入するステート・アマ方式を導入し、スポーツによる国威発揚を目指した。その結果、1972年ミュンヘンオリンピックでは68年ぶりの金メダルをボクシングで3個獲得した。1980年モスクワオリンピックでは金メダル8個で参加国中4位となった。しかし続く1984年、敵国のアメリカで行われたロサンゼルスオリンピックではソ連や東欧諸国によるボイコットに同調し、1988年ソウルオリンピックも同じ社会主義国の朝鮮民主主義人民共和国（北朝鮮）に配慮して参加しなかった。
1992年、キューバはバルセロナオリンピックで12年ぶりにオリンピックに復帰し、男子のみ行われたボクシングの7階級制覇や、正式競技に昇格した野球での優勝、初の女子球技であるバレーボールでの優勝など、史上最多の14個の金メダルを獲得した。その後は経済危機などで苦境に立ち、1996年アトランタオリンピックでは9個、2000年のシドニーでは10個、2004年アテネオリンピックでは9個に終わったが、中南米では一番のスポーツ大国として君臨している。
キューバ政府は、夏季オリンピックを首都のハバナに招致しようと活動を続けているが2008年（北京オリンピック）と2012年（ロンドンオリンピック）の大会招致には失敗した。
なお、気候の関係で上位入賞が見込めない冬季オリンピックに関しては、キューバは強化を行っておらずジャマイカなどと異なって現在まで大会に参加したことがない。

## 団体競技

### 野球
キューバにとって、野球は国技と呼べる存在でもある。特に、社会主義政権を成功させた国家元首のフィデル・カストロは、高校時代に野球で好成績を収めたために奨学金を得てハバナ大学に進学し、大学時代にはキューバに遠征したメジャーリーグ選抜と対戦したほどの選手だったため、野球の振興には特に力を入れている。現在でも小学校から大学まで野球は必須科目となっており、国民の間で圧倒的な人気を誇っている。また選手は全員国家公務員であり、給料もよく、あまり豊かな生活をしていない一般国民にとって憧れの存在である。そのため質の高い選手が数多くおり、国際大会などでは数多く優勝している。ただし、アメリカのメジャーリーグベースボールで活躍するプロ選手と比べると、その報酬ははるかに少ない。そのため、有力選手の中にはホセ・コントレラスやアロルディス・チャップマンのようにアメリカへ亡命する者も出ている。亡命に失敗した選手は国際大会への派遣が行われず、キューバ選手団は常に厳戒態勢で警備が行われるという弊害も起こっている。2013年9月にキューバ政府は現役選手の国外プロ球団でのプレーを条件付きで認め、多くのキューバ人選手がアメリカ以外のプロリーグに移籍するようになった。
オリンピック種目としての野球
野球が夏季オリンピックで正式種目になったのは1992年のバルセロナ大会で、キューバはオマール・リナレス、オレステス・キンデラン、アントニオ・パチェコの中軸打線が爆発して金メダルを獲得した。予選リーグから9戦全勝、総得点95点と他チームを圧倒した。1996年のアトランタ大会でもバルセロ大会の中心選手が残り、9試合に全て勝利し2連覇を遂げた。決勝では日本と対戦し、松中信彦に満塁本塁打を打たれたが、13-9で打撃戦を制した。大会中の総得点は118得点だった。キューバが初めて敗れたのは2000年のシドニー大会だった。予選リーグでオランダに敗れ、準決勝ではホセ・コントレラスが完封して日本を下したが、決勝戦ではマイナーリーグ選手で編成されたアメリカ合衆国に敗れ、銀メダルに終わった。2004年のアテネオリンピックではリナレスやキンデランの代表引退、コントレラスのアメリカ亡命などにより思い切った若返りを行い、予選リーグで松坂大輔の好投により日本にオリンピックで初めて敗れたが、エースのノルヘ・ベラや打者はフレデリク・セペダなど若手の活躍があり、準決勝でカナダ、決勝戦でオーストラリアを下して金メダルを奪回した。2008年の北京大会では過去の国際大会で最大のライバルだったアメリカ合衆国との対戦は2戦とも勝利したが、韓国には2戦続けて敗れ、準優勝となった。2012年ロンドンオリンピックでは野球の開催除外が決定しているので、北京が最後のオリンピック大会となった。これはキューバにとって重大な事態であり、2016年大会以降の復活に向けて、日本などとの協力を模索している。
ワールド・ベースボール・クラシック
2006年3月に開かれたワールド・ベースボール・クラシック(WBC)の第1回WBC大会では、メジャーリーガーを多く抱えるプエルトリコやドミニカ共和国などをうち破り、決勝に駒を進めたが日本に10-6で敗れた。しかしながら、カストロ議長は選手達を賞賛した。WBC参加には大きな障害があった。すなわち、アメリカ国内でキューバが経済活動を行うことを禁止した経済制裁を理由に、アメリカ合衆国財務省がキューバの参加を拒否する姿勢を示したが、キューバ政府や国際野球連盟(IBAF)の強い抗議があり、MLB機構とメジャーリーグ選手会もキューバの参加を目指して折衝を続けた。結局、キューバが得た賞金は2005年のハリケーン・カトリーナによるアメリカ国内の被災者に全て寄付するという条件で、アメリカへの入国が認められた。また、勝ち上がり時のたすきがけを行わなかったため、キューバは1次・2次リーグともにプエルトリコでの試合となった。これはアメリカがドミニカ共和国との早い段階での対戦を避けるためとも言われたが、キューバのアメリカ本土上陸を阻止するためという見方も提起された。結局、キューバは決勝まで進みカリフォルニア州での試合が実現した。2009年に開かれた第2回WBC大会では、21歳の100mph（約161km/h）左腕、アロルディス・チャップマンが注目されたが、良いところなく終わり、日本に二次ラウンドで2戦続けて完封負けを喫し準決勝ラウンド進出を逃した。キューバが主要な国際野球大会で決勝進出を逃したのは、1951年のワールドカップで3位に終わって以来58年ぶりのことであった。2013年に開かれた第3回WBC大会では、過去のWBCで0勝3敗だった日本に勝利して雪辱を果たし、中国とチャイニーズタイペイ相手にコールドゲームを達成するなど、大会出場チーム中屈指の得点力を発揮したが、二次ラウンドでオランダに2戦続けて敗れたため、2大会連続で準決勝ラウンド進出を逃した。
IBAFワールドカップ
オリンピックやWBC以前の国際大会として、キューバは国際野球連盟(IBAF)が主催するワールドカップに力を入れていた。これはアマチュアの大会として運営され、1998年の第33回イタリア大会以降にプロ化されてもメジャーリーガーの参加は行われなかった。そのため、世界一という称号への疑問が常について回ったが、キューバは39回中25回の優勝を飾った。特に1984年から2005年までは9連覇を達成した。2001年にはプロ・アマチュア混成チームで出場した日本を準決勝で下した。2007年から2011年まではアメリカ合衆国やオランダに敗れ3大会連続で準優勝に終わり、2011年の39回大会を最後にワールドカップは廃止となった。
国内リーグ
キューバ国内では、16チームによるリーグ戦（セリエ・ナシオナル・デ・ベイスボル）が行われている。各チームが全90試合を消化し、その上位8チームによるプレーオフで年間優勝チームが決定される。既述した通り、選手は全員国家公務員で、プレー自体への報酬ではなく各チームへの所属に対する給与という形で収入を得る。設備は決して豊かとは言えないが、ハングリー精神を養いながら、国家代表として外国のチームと戦うための鍛練を積んでいる。
日本との関係
キューバのアマチュア野球レベルが高いことはかねてから知られており、キューバ政府は国内選手のメジャーリーグへの移籍を認めていないことから、日本のプロ野球チームは1980年代からキューバ選手の入団を働きかけていた。特に親会社のマルハが国内に漁業基地を持つ大洋ホエールズや、リナレスのバッティング技術に高い評価を与え「キューバの至宝」と称賛した長嶋茂雄監督の意向を受けた読売ジャイアンツなどが積極的に動いているとされたが、プロそのものに対して拒否感を持つキューバ政府が選手の移籍を許可せず、交渉は長期化した。一方、アマチュア選手としての派遣を打診してきた社会人野球チームのシダックスに対しては、1990年代末に選手の派遣を認めた。2000年のシドニーオリンピック後、キューバ政府は代表選手の若返りを決断し、代表を引退したベテラン選手に限って日本への派遣を認めた。その際のキューバ側の条件は、「あくまでも日本の野球技術を学ぶための研修派遣であり、選手はプロ契約に見合う高額の報酬は受け取らず、キューバ政府に対して施設整備などの協力金を支払う」というものだった。これにより、2002年夏にリナレスが遂に来日し、中日ドラゴンズの一員となった（中日球団は契約通りフェンス改修の為の協力金をキューバ政府に支払い、2007年にはこれを記念したフェンス用ステッカーもキューバ側に送られ、改修された各球場に貼られることとなった）。また、この年にはシダックスにパチェコとキンデランが加入し、キューバの主力選手が日本球界に揃った。リナレスは来日時で34歳になっており、金属バットと木製バットの違いなどにも苦しんで、期待ほどの成績は挙げられなかった。しかし、日本シリーズなどでの勝負強さでは、往年の名選手の片鱗を見せた。一方、キンデランは2003年の都市対抗野球5試合で4本塁打を打ち、チームの準優勝と個人の久慈賞（打撃賞）を獲得した。3人とも体力の衰えを理由にして2004年シーズンを限りに引退し、キューバへ帰国した。2014年以降は前出のプロ移籍解禁に伴い、フレデリク・セペダの読売ジャイアンツ入団を皮切りにキューバからNPB移籍が相次いでいる。なお、日本人選手で特筆すべきなのは上原浩治である。大阪体育大学在学中の1997年には、インターコンチネンタルカップでキューバ戦に先発し、6回途中まで1失点の好投で勝利した。これはキューバの国際試合連勝記録を151で止める大殊勲だった。上原はその後読売ジャイアンツに入団し、シドニー（2000年）・アテネ（2004年）の2度のオリンピックに参加したが、キューバ戦での登板はなかった。

### サッカー
キューバでサッカーのイメージは一見無いものの、実はサッカーキューバ代表はFIFAワールドカップには1938年大会に1度だけ出場を果たしている。さらにCONCACAFゴールドカップには10度も出場しており、これまでに3回ベスト8に進出した事もある。また、カリビアンカップでは2012年大会で初優勝を達成している。代表チームのホームスタジアムは、首都のハバナにあるエスタディオ・ペドロ・マッレーロである。なお、1912年にはサッカーリーグの『カンペオナート・ナシオナル・デ・フットボール・デ・キューバ』も創設されている。
主なキューバ人のサッカー選手としては、オスヴァルド・アロンソ、フアン・アロンソ、フアン・トゥニャス、オネル・エルナンデスなどが挙げられる。なお、オネル・エルナンデスは6歳の時にドイツへと移住し、U-18ドイツ代表でのプレー経験をもつ。クラブチームでは、アルミニア・ビーレフェルトやアイントラハト・ブラウンシュヴァイクなどで活躍した。

### バレーボール
キューバは、高い身体能力を生かしたパワフルで攻撃的なバレーボールを行っている。オリンピックでは、モントリオール五輪で男子が銅メダルを獲得したが、特筆すべき点は女子代表の活躍である。バルセロナ・アトランタ・シドニー各五輪の3大会連続で金メダルを獲得し、2004年のアテネ五輪では銅メダルとなった。3連覇の時のエースはミレヤ・ルイスで、高い打点からの強烈なスパイクによって「世界一のアタッカー」と称された。ルイスはアトランタ五輪後に出産し、その後に競技へ復帰してシドニーでも金メダリストとなった。日本でプレーした代表選手には、前出のルイスの他にケニア・カルカセスがいる。

### バスケットボール
バスケットボールは、バレーボール同様に男子より女子の方が結果を残している。世界選手権の常連であり、金メダルこそまだないものの1990年大会では3位に入る躍進を見せた。オリンピックも1980年モスクワ大会で初出場を果たし、2大会のボイコットを挟み、2000年シドニー大会まで連続出場している。一方の男子はオリンピックは1980年、世界選手権も1994年カナダ大会以来世界の大舞台から遠ざかっている。2000年シドニー五輪予選では期間中に5人の選手が亡命を試みるという事態も起きた。キューバ代表歴を有するレイナルド・ガルシアは日本のB.LEAGUEに属する佐賀バルーナーズでプレーしている。

## 個人競技

### 陸上
特に跳躍系での活躍が目覚ましい。イバン・ペドロソは男子走幅跳で1995年から2001年にかけて世界陸上選手権で4連覇を達成し、2000年のシドニーオリンピックでも金メダルを獲得した。男子走高跳のハビエル・ソトマヨルもバルセロナ五輪で金メダルを獲得し、1993年には現在でも残る世界記録の2m45をクリアした。ソトマヨルはその後、ドーピング違反で出場停止処分を受けたが、その後のシドニー五輪では銀メダルを獲得している。

### 柔道
キューバの場合、1976年のモントリオールオリンピック軽量級優勝のヘクター・ロドリゲスや、1999年の世界選手権60kg級で優勝したマノロ・プロをはじめとして、男子もそれなりの活躍を示してはいるが、やはり女子の活躍の方が圧倒的に目立つ。アトランタオリンピックの56kg級で優勝したドリュリス・ゴンサレスは、世界大会でのメダル獲得数が歴代3位の11個になる、女子柔道界でも特に傑出した選手である。他には、アテネオリンピックの決勝で塚田真希に逆転負けを喫したものの、オリンピックの重量級で2度2位となったダイマ・ベルトランや、同じく重量級で2度2位になったエステラ・ロドリゲスや、楢崎教子の最大のライバルとして長く立ちはだかった、シドニーオリンピック52kg級優勝のレグナ・ベルデシア、さらには、谷亮子に12戦全敗だったものの、最大のライバルの一人としてよく言及されていた、オリンピックで3度3位になっているアマリリス・サボンなどがいる。ただ、最近のキューバの女子柔道は、2大会連続でオリンピックの金メダルを取れておらず、2009年の世界選手権でも18年ぶりに金メダルなしに終わるなど以前ほどの勢いはない。しかし、2012年ロンドンオリンピックでは78kg超級でイダリス・オルティスがキューバ女子として3大会ぶりに金メダルを獲得することになった。

### ボクシング
キューバはアマチュアボクサーの宝庫として知られ、ボクシングは最もメダルを獲得できる競技となっている。特に男子ヘビー級が強く、テオフィロ・ステベンソンはミュンヘン・モントリオール（1976年）・モスクワ、フェリックス・サボンがボイコット明けのバルセロナ・アトランタ・シドニーでそれぞれ3大会連続の五輪金メダルを獲得した。2004年のアテネ五輪でも、オドラニエル・ソリスがヘビー級でサボンに続く金メダルを獲得し、シドニーからの2大会連覇となったマリオ・キンデラン（ライトヘビー級）やギジェルモ・ロドリゲス・オルティス（バンタム級）など、合計5個の金メダルがキューバにもたらされた。1962年を最後にプロボクシングは禁止されていた。そのため、野球同様プロを目指すためアメリカなどに亡命する者は後を絶たず、ユリオルキス・ガンボアやギレルモ・リゴンドウのようにオリンピック金メダリストが亡命後プロとなり世界王座を獲得したという事例もある。前出のソリスも亡命後世界王座挑戦を経験している。2011年にはジュニアで実績を残したバロディア・カレロ・フェルナンデスが日本のワタナベボクシングジムでプロデビューした。なお、フェルナンデスは日本人女性と結婚しているため亡命者ではない。2022年、キューバボクシング連盟が60年ぶりにプロを容認し、2020年東京オリンピック金メダリスト4人を含む複数選手がメキシコのプロモーターと契約を結び、5月20日の興行にて6回戦デビューした。

### レスリング
オリンピックで4連覇を達成したミハイン・ロペスが有名である。ロペスの他にも、多数のメダリストを輩出している。